# Hyphodontia poroideoefibulata
Hyphodontia poroideoefibulata är en svampart som beskrevs av Sheng H. Wu 2001. Hyphodontia poroideoefibulata ingår i släktet Hyphodontia och familjen Schizoporaceae.   Inga underarter finns listade i Catalogue of Life.